# Demonstrationerna mot president Emmanuel Macron

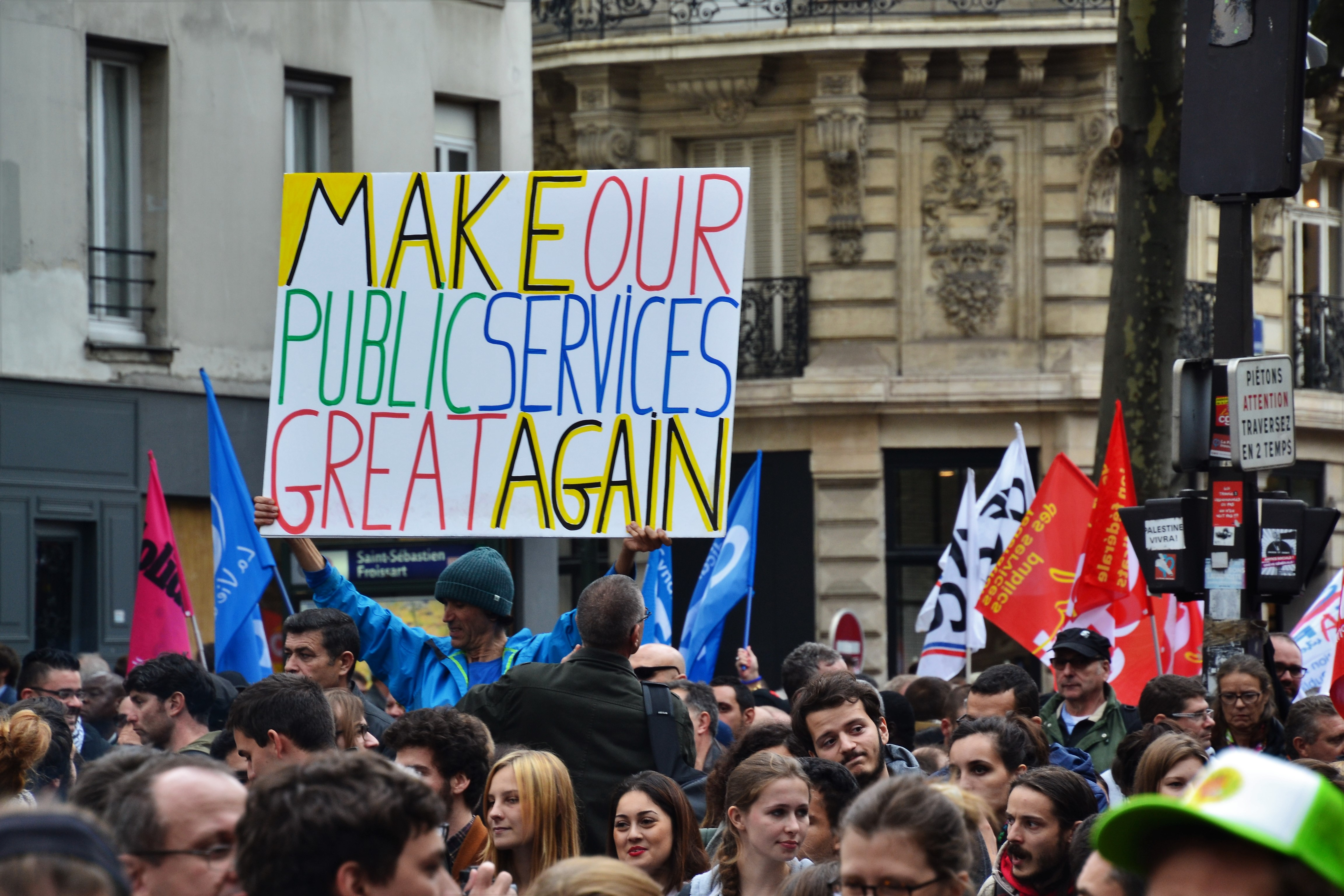
Demonstration i Paris 10 oktober 2017.

Demonstrationerna mot president Emmanuel Macron började i samband med Emmanuel Macrons installation som president den 7 maj 2017 och har sedan dess fortsatt. Demonstrationerna, som fackföreningsrörelsen medverkar i, gäller den globlistiska politik som Macron står för och driver igenom, och som av demonstranterna uppfattas som hård och globalistisk , hans stöd till statsbesök av vissa världsledare, och hans position gällande frågor som berör arbetsrätten Höjda bränslepriser är också något som framhållits som huvudorsak till flera av demonstrationerna.

## Demonstrationerna

### 23 mars 2018
200 000 deltog i en landsomfattande demonstration mot Macron.

### 26 maj 2018
Fackförbundet CGT och ett 80-tal andra organisationer gick ihop för att samordna demonstrationer. Enligt CGT deltog cirka 80 000 personer i demonstrationerna i Paris och i Frankrike som helhet omkring 250 000. Fransk polis menade dock att antalet demonstranter i Paris var betydligt lägre, omkring 21 000 personer. I samband med demonstrationerna i Paris använde sig polisen av tårgas mot demonstranterna. Dessutom blev sju poliser själva skadade under tumultet.